# 林丞軒
林丞軒（1993年6月22日—），原名林雅各，為台灣前棒球選手，守備位置為投手，曾效力於中華職棒中信兄弟，其於2018年選秀會中被中信兄弟以第7指名選中，簽約金100萬。現則擔任中信兄弟二軍助理體能教練。
2022年6月3日於洲際棒球場對上樂天桃猿的比賽中，林丞軒於九局上後援登板，一局無失分並投出兩次三振，為生涯初登板。2024年季末，林丞軒被置於契約保留球員名單之外，並於翌年轉任教練。

## 經歷
- 花蓮縣豐濱國小少棒隊
- 花蓮縣化仁國中青少棒隊
- 台東縣成功商水青棒隊
- 高雄縣高苑科技大學棒球隊
- 國訓中心棒球隊（2015年－2016年）
- 臺中運動家成棒隊（2017年－2018年）
- 中華職棒中信兄弟隊（2018年－2024年）
- 澳洲棒球聯盟雪梨藍襪（英语：Sydney Blue Sox）（2022年11月－2023年01月）
- 中華職棒中信兄弟隊二軍助理體能教練（2025年－）

## 職棒生涯成績
| 年度 | 球隊     | 出賽 | 先發 | 勝投 | 敗投 | 完投 | 完封 | 救援 | 中繼 | 奪三振 | 四死 | 投球局數 | 責失 | 防禦率 | 被上壘率 |
| ---- | -------- | ---- | ---- | ---- | ---- | ---- | ---- | ---- | ---- | ------ | ---- | -------- | ---- | ------ | -------- |
| 2022 | 中信兄弟 | 10   | 0    | 0    | 0    | 0    | 0    | 0    | 0    | 9      | 10   | 10.2     | 6    | 5.06   | 1.41     |
| 合計 | 1年      | 10   | 0    | 0    | 0    | 0    | 0    | 0    | 0    | 9      | 10   | 10.2     | 6    | 5.06   | 1.41     |

## 外部連結
- 林丞軒在台灣棒球維基館上的頁面（繁體中文）
- 林丞軒在中華職棒官網
- 林丞軒在Baseball-Reference.com（小聯盟以及海外聯盟）（英语）